# فندق‌لی (آماسیه)
فندق‌لی (به ترکی استانبولی: Fındıklı) یک منطقهٔ مسکونی در ترکیه است که در آماسیه واقع شده‌است.